# 水沢めぐみ
水沢 めぐみ（みずさわ めぐみ、1963年7月3日 - ）は、日本の漫画家。大阪府出身。血液型はA型。長らく集英社発行の少女漫画誌で活動していたが、2013年より小学館で活動。

## 人物
- 1979年のデビュー以来、30年以上にわたり現役の漫画家として活動を続ける。
- 元夫は映画監督・脚本家の成瀬活雄。
- 2女の母。趣味は、ギター、クラシックバレエなど多数。バレエについては『トウ・シューズ』の「水沢とバレエ」の項目を参照のこと。
- 『りぼん』における愛称は、めぐタン。デビューして間もない頃は「水沢めぐみタン」「めぐみタン」「めぐみ」などとさまざまに呼ばれているが、『ポニーテール白書』の連載が始まった1985年あたりから「めぐタン」が定着している。『Cookie』に移籍後は通常「水沢めぐみ先生」と呼ばれているが、2011年現在でも『りぼん』に作品を発表する場合には「めぐタン」が用いられている。なお『りぼん』の漫画家に「〜タン」という愛称が用いられた例としては、他に太刀掛秀子の「でこタン」、陸奥A子の「A子タン」、本田恵子の「恵子タン」、おーなり由子の「由子タン」などがある。
- 本人いわく「体に何かつけるのがダメ」で、ストッキングやコンタクトレンズが苦手(りぼん本誌[要文献特定詳細情報]で発言)。

## 来歴
お茶の水女子大学附属中学校、お茶の水女子大学附属高等学校、早稲田大学教育学部卒業。中学時代から漫画を描き始め、1979年、高校1年生の時に「心にそっとささやいて」で『りぼん』（集英社）でデビュー（9月大増刊号）。10代後半からプロの漫画家として活動を開始し、合計7作品を高校時代に発表。また高校時代は卓球部に所属。1年の浪人生活を経て、早稲田大学教育学部に入学。在学中は「なべの会」に所属。在学中の1985年夏から1987年春まで『ポニーテール白書』を連載。1987年春に同大学を卒業。2011年現在は中央線の沿線に住んでいる。
代表作に、『ポニーテール白書』、『空色のメロディ』、『チャイム』、『姫ちゃんのリボン』、『トウ・シューズ』などがある。全盛期の『りぼん』を代表する作家の1人であるが、2000年前後に『りぼん』から新設の『Cookie』（集英社）に移籍、それ以降は同誌に主な活動の場を移す。同誌での最初の連載は、2000年11月号から2002年4月号まで続いた「神様のオルゴール」。その後2003年5月号から2010年7月号まで不定期に「キラキラ100%」を連載した。「寺ガール」の終了後は小学館の女性漫画雑誌に作品を連載。現在は学研プラス発行のキラピチに「さくらんぼダイアリー」連載中。
『Cookie』や小学館の女性漫画雑誌に主な活動の場を移した後もたびたび『りぼん』やその派生誌に作品を発表している。たとえば『りぼん』2007年8月号から10月号まで「おさんぽの時間」が連載され、2009年冬休み大増刊号りぼんスペシャルに読み切り「1月のメリーゴーラウンド」、2010年冬の大増刊号りぼんスペシャルに「3月の第2ボタン」がそれぞれ掲載された。

## 概要・備考
- 初期作品のイメージ音楽集LPレコードが1987年に『空色のメロディ 水沢めぐみ作品集』というタイトルで発売された。プロデューサーは谷山浩子、ボーカルは笠原弘子。水沢自身も作詞・ボーカル（1曲）で参加している。曲のタイトルは「メッセージ」。『ポニーテール白書』連載中に描かれた同題の読み切り作品のストーリーを歌で表現したもの。同作品は1986年の『りぼんオリジナル』春の号に掲載され、コミックス『おしゃべりな時間割』前編に収録された。
- 『姫ちゃんのリボン』は1992年にテレビアニメ化され、小説・ミュージカル化もされた。モデルは国立市。テレビアニメではオープニングとエンディングのテーマ曲をSMAPが歌い、またメンバーの草彅剛が初の声優にチャレンジした。この作品は、『りぼん』創刊50周年を記念し、2005年6月29日にDVD-BOXが発売された。テレビアニメの1話 - 23話までが収録されており、同年9月28日には24話 - 46話が収録された第2弾が、12月21日には47話 - 61話（最終話）が収録された第3弾が発売された。また新たに『姫ちゃんのリボン カラフル』としてリメイクされ、込由野しほが作画を担当し、2009年10月号から2010年12月号まで『りぼん』本誌で連載された。さらに2015年には『りぼん』創刊60周年を記念し、新規書き下ろしの番外短編「トリオ☆トラブル」が『りぼん』本誌に掲載され、これを機に番外短編のシリーズがスタート。2016年12月の大増刊号まで不定期に発表され、このシリーズをまとめたRMC単行本『姫ちゃんのリボン 短編集』が、23年ぶりの『姫ちゃんのリボン』の最新巻として2017年の1月に発刊された。
- 『ないしょのプリンセス』は1996年に小説化されている。
- 同じ『りぼん』出身の漫画家であるさくらももこや柊あおい、吉住渉、矢沢あい、小花美穂、おーなり由子、槙ようこらと親しい。『姫ちゃんのリボン』1巻に出て来る廃屋（空き家）は吉住が描いている。
- 『オレンジ革命』で一条ゆかりを抜いて『りぼん』本誌掲載の長さで見た場合の最長『りぼん』作家記録を打ち立てた。
- 2007年10月に発行された早稲田大学の広報にインタビュー記事が掲載された。

## 作品リスト
寺ガールまでのコミックスは「りぼんマスコットコミックス」（集英社）レーベルから（『神様のオルゴール』と『キラキラ100%』は下位レーベル「りぼんマスコットコミックスクッキー」より）、文庫版は全て「集英社文庫（コミック版）」からの発行。
2011年3月現在、『神様のオルゴール』『キラキラ100%』『オレンジ革命』『大好き!』『おさんぽの時間』『3月の第2ボタン』以外のコミックスはすべて絶版となっている。文庫版の内容は基本的には『りぼんマスコットコミックス』と同じだが、描き下ろしのエッセイや解説などが収録されている。
- 5月のお茶会 - 1981年12月 ISBN 978-4-08-853220-2
- きまぐれな予感 - 1984年10月 ISBN 978-4-08-853312-4
- ねむり姫のイブ - 1985年10月 ISBN 978-4-08-853348-3
- ポニーテール白書（全5巻、文庫版全3巻）
- 空色のメロディ（全5巻、文庫版全3巻）
- チャイム（全3巻、文庫版全2巻）
- 姫ちゃんのリボン（全10巻＋短編集、文庫版全6巻）
- おしゃべりな時間割（全2巻、文庫版全1巻）
- ないしょのプリンセス（全4巻）
- トウ・シューズ（全5巻）
- きゃらめるダイアリー - 2000年1月 ISBN 978-4-08-856186-8
- ガラスのむこうに花束を - 2000年7月 ISBN 978-4-08-856218-6
- 神様のオルゴール（全3巻）
- いちごの宝石 - 2002年2月 ISBN 978-4-08-856351-0
- お花もようのワンピース - 2002年11月 ISBN 978-4-08-856418-0
- ぴよぴよ天使 - 2003年9月 ISBN 978-4-08-856491-3
- キラキラ100%（全9巻）
- オレンジ革命 - 2004年12月 ISBN 978-4-08-856578-1
- 大好き! - 2007年2月 ISBN 978-4-08-856727-3
- おさんぽの時間 - 2007年11月 ISBN 978-4-08-856786-0
- 3月の第2ボタン - 2010年3月 ISBN 978-4-08-867045-4
- 寺ガール（全3巻）
  1. 2012年1月 ISBN 978-4-08-867167-3
  2. 2012年8月 ISBN 978-4-08-867220-5
  3. 2013年2月 ISBN 978-4-08-867255-7
- 塔子さんには秘密がある（小学館 プチコミックフラワーコミックスα） - 2014年8月8日 ISBN 978-4-09-136256-8[2]
- 日南子さんの理由アリな日々（小学館 プチコミックフラワーコミックスα、全7巻）
  1. 2015年4月10日 ISBN 978-4-09-137087-7[3]
  2. 2015年12月10日 ISBN 978-4-09-137757-9[4]
  3. 2016年8月10日 ISBN 978-4-09-138542-0[5]
  4. 2017年4月10日 ISBN 978-4-09-139273-2[6]
  5. 2018年6月8日 ISBN 978-4-09-139677-8[7]
  6. 2019年2月8日 ISBN 978-4-09-870363-0[8]
  7. 2019年8月9日 ISBN 978-4-09-870564-1[9]
- マジカル★ドリーム キラピチ5（学研プラス ピチコミックス、全4巻）
  1. 2015年9月 ISBN 978-4-05-607127-6[10]
  2. 2017年7月 ISBN 978-4-05-607132-0[11]
  3. 2020年9月 ISBN 978-4-05-607137-5[12]
  4. 2020年9月 ISBN 978-4-05-607138-2[13]
- 君の手が紡ぐ（小学館 プチコミックフラワーコミックスα、全5巻）
  1. 2020年4月10日発売[14]、ISBN 978-4-09-871014-0
  2. 2020年12月10日発売[15]、ISBN 978-4-09-871195-6
  3. 2021年8月10日発売[16]、ISBN 978-4-09-871429-2
  4. 2022年4月8日発売[17]、ISBN 978-4-09-871647-0
  5. 2023年4月10日発売[18]、ISBN 978-4-09-872109-2
- 空の音色（小学館『姉系プチコミック』2023年5月号[19] - 、既刊3巻）
  1. 2024年4月10日発売[20]、ISBN 978-4-09-872608-0
  2. 2024年8月9日発売[21]、ISBN 978-4-09-872733-9
  3. 2025年4月10日発売[22]、ISBN 978-4-09-873101-5